# Уравнение Дирака для графена
Квазичастицы в графене обладают линейным законом дисперсии вблизи дираковских точек и их свойства полностью описываются уравнением Дирака. Сами дираковские точки находятся на краях зоны Бриллюэна, где электроны обладают большим волновым вектором. Если пренебречь процессами переброса между долинами, то этот большой вектор никак не влияет на транспорт в низкоэнергетическом приближении, поэтому волновой вектор, фигурирующий в уравнении Дирака, отсчитывают от дираковских точек и уравнение Дирака записывают для разных долин отдельно.

## Вывод

### Зонная структура
Если учесть только вклад ближайших соседей в формирование энергетических зон, то гамильтониан в приближении сильной связи для гексагональной кристаллической решётки примет вид
{\displaystyle H=-t\sum _{i\in \Lambda _{A}}\sum _{j=1}^{3}a^{\dagger }({\textbf {r}}_{i})b({\textbf {r}}_{i}+{\textbf {u}}_{j})-t\sum _{i\in \Lambda _{B}}\sum _{j=1}^{3}b^{\dagger }({\textbf {r}}_{i})a({\textbf {r}}_{i}+{\textbf {v}}_{j}),\qquad (1.1)}
где {\displaystyle t} — интеграл перекрытия между волновыми функциями ближайших соседей, который определяет также вероятность перехода («прыжка») между соседними атомами (атомами из разных подрешёток), операторы {\displaystyle a^{\dagger }({\textbf {r}}_{i})} и {\displaystyle b^{\dagger }({\textbf {r}}_{i})} операторы рождения, действующие на треугольных подрешётках кристалла {\displaystyle \Lambda _{A}} и {\displaystyle \Lambda _{B}} соответственно, {\displaystyle a({\textbf {r}}_{i})} и {\displaystyle b({\textbf {r}}_{i})} — операторы уничтожения. Они удовлетворяют обычным антикоммутационным соотношениям для фермионов:
{\displaystyle [a({\textbf {r}}_{i}),a^{\dagger }({\textbf {r}}_{i^{'}})]_{+}=[b({\textbf {r}}_{i}),b^{\dagger }({\textbf {r}}_{i^{'}})]_{+}=\delta _{ii^{'}}.\qquad (1.2)}
Шесть векторов {\displaystyle {\textbf {u}}_{i}} и {\displaystyle {\textbf {v}}_{i}} указывают на ближайшие узлы от выбранного центрального атома и задаются соотношениями
{\displaystyle {\textbf {u}}_{1}=(-d,0),\,{\textbf {u}}_{2}=\left({\frac {1}{2}}d,{\frac {\sqrt {3}}{2}}d\right),\,{\textbf {u}}_{3}=\left({\frac {1}{2}}d,-{\frac {\sqrt {3}}{2}}d\right),\qquad (1.3)}
{\displaystyle {\textbf {v}}_{1}=(d,0),\,{\textbf {v}}_{2}=\left(-{\frac {1}{2}}d,-{\frac {\sqrt {3}}{2}}d\right),\,{\textbf {v}}_{3}=\left(-{\frac {1}{2}}d,{\frac {\sqrt {3}}{2}}d\right).\qquad (1.4)}
Фурье преобразование операторов рождения и уничтожения
{\displaystyle a({\textbf {r}}_{i})=\int \limits _{BZ}{\frac {d^{2}k}{(2\pi )^{2}}}e^{i{\textbf {k}}{\textbf {r}}_{i}}{\tilde {a}}({\textbf {k}}),b({\textbf {r}}_{i})=\int \limits _{BZ}{\frac {d^{2}k}{(2\pi )^{2}}}e^{i{\textbf {k}}{\textbf {r}}_{i}}{\tilde {b}}({\textbf {k}}),\qquad (1.5)}
где интегрирование по волновым векторам ведётся из первой зоны Бриллюэна, позволяет записать гамильтониан в виде
{\displaystyle H=\int \limits _{BZ}{\frac {d^{2}k}{(2\pi )^{2}}}{\tilde {\psi }}^{\dagger }({\textbf {k}}){\tilde {H}}{\tilde {\psi }}({\textbf {k}}),\qquad (1.6)}
где приняты следующие обозначения:
{\displaystyle {\tilde {\psi }}({\textbf {k}})=\left({\tilde {a}}({\textbf {k}}),{\tilde {b}}({\textbf {k}})\right)^{T},\,{\tilde {\psi }}^{\dagger }({\textbf {k}})=\left({\tilde {a}}^{\dagger }({\textbf {k}}),{\tilde {b}}^{\dagger }({\textbf {k}})\right),\qquad (1.7)}
и
{\displaystyle {\tilde {H}}=\left({\begin{array}{cc}0&-t\sum _{j=1}^{3}e^{i{\textbf {k}}{\textbf {u}}_{j}}\\-t\sum _{j=1}^{3}e^{i{\textbf {k}}{\textbf {v}}_{j}}&0\\\end{array}}\right).\qquad (1.8)}
Выражение (1.6) можно получить если подставить (1.5) в (1.1). Рассмотрим сумму
{\displaystyle \sum _{i\in \Lambda _{A}}\sum _{j=1}^{3}a^{\dagger }({\textbf {r}}_{i})b({\textbf {r}}_{i}+{\textbf {u}}_{j}),\qquad (1.9)}
которую, использовав соотношения (1.5) можно записать в виде
{\displaystyle \sum _{i\in \Lambda _{A}}\sum _{j=1}^{3}\int \limits _{BZ}{\frac {d^{2}k}{(2\pi )^{2}}}e^{-i{\textbf {k}}{\textbf {r}}_{i}}{\tilde {a\dagger }}({\textbf {k}})\int \limits _{BZ}{\frac {d^{2}k^{'}}{(2\pi )^{2}}}e^{i{\textbf {k}}^{'}({\textbf {r}}_{i}+{\textbf {u}}_{j})}{\tilde {b}}({\textbf {k}}^{'}),\qquad (1.10)}
или
{\displaystyle \int \limits _{BZ}{\frac {d^{2}k}{(2\pi )^{2}}}{\tilde {a\dagger }}({\textbf {k}})\int \limits _{BZ}{\frac {d^{2}k^{'}}{(2\pi )^{2}}}\sum _{i\in \Lambda _{A}}e^{-i{\textbf {k}}{\textbf {r}}_{i}+i{\textbf {k}}^{'}{\textbf {r}}_{i}}\sum _{j=1}^{3}e^{i{\textbf {k}}^{'}{\textbf {u}}_{j}}{\tilde {b}}({\textbf {k}}^{'}).\qquad (1.11)}
Используя соотношение
{\displaystyle \sum _{i\in \Lambda _{A}}e^{-i{\textbf {k}}{\textbf {r}}_{i}+i{\textbf {k}}^{'}{\textbf {r}}_{i}}=(2\pi )^{2}\delta \left({\textbf {k}}^{'}-{\textbf {k}}\right),\qquad (1.12)}
получим после интегрирования по {\displaystyle {\textbf {k}}^{'}} выражение
{\displaystyle \int \limits _{BZ}{\frac {d^{2}k}{(2\pi )^{2}}}{\tilde {a\dagger }}({\textbf {k}})\sum _{j=1}^{3}e^{i{\textbf {k}}{\textbf {u}}_{j}}{\tilde {b}}({\textbf {k}}).\qquad (1.13)}
Аналогичное преобразование второй суммы в гамильтониане (1.1) приводит к искомому результату (1.6).
Собственные значения гамильтониана (1.8) принимают значения
{\displaystyle E=\pm t{\sqrt {\sum _{j=1}^{3}e^{i{\textbf {k}}{\textbf {u}}_{j}}\sum _{j^{'}=1}^{3}e^{i{\textbf {k}}{\textbf {v}}_{j^{'}}}}}=\pm t{\sqrt {\left(e^{-ik_{x}d}+2e^{ik_{x}d/2}\cos {{\frac {\sqrt {3}}{2}}dk_{y}}\right)\left(e^{ik_{x}d}+2e^{-ik_{x}d/2}\cos {{\frac {\sqrt {3}}{2}}dk_{y}}\right)}}=}
{\displaystyle \pm t{\sqrt {\left(1+2e^{i3k_{x}d/2}\cos {{\frac {\sqrt {3}}{2}}dk_{y}}\right)\left(1+2e^{-i3k_{x}d/2}\cos {{\frac {\sqrt {3}}{2}}dk_{y}}\right)}}=\pm t{\sqrt {1+4\cos \left({\frac {\sqrt {3}}{2}}k_{y}d\right)\left[\cos \left({\frac {3}{2}}k_{x}d\right)+\cos \left({\frac {\sqrt {3}}{2}}k_{y}d\right)\right]}},\qquad (1.14)}
которые определяют зонную структуру графена.

### Низкоэнергетическое приближение
Зоны (1.14) с положительной энергией (электронов) и с отрицательной энергией (дырок) касаются в шести точках, называемые дираковскими точками, поскольку вблизи них энергетический спектр приобретает линейную зависимость от волнового вектора. Координаты этих точек равны
{\displaystyle \left(0,{\frac {4\pi }{3{\sqrt {3}}d}}\right),\,\left(0,-{\frac {4\pi }{3{\sqrt {3}}d}}\right),\,\left({\frac {2\pi }{3d}},{\frac {2\pi }{3{\sqrt {3}}d}}\right),\,\left({\frac {2\pi }{3d}},-{\frac {2\pi }{3{\sqrt {3}}d}}\right),\,\left(-{\frac {2\pi }{3d}},{\frac {2\pi }{3{\sqrt {3}}d}}\right),\,\left(-{\frac {2\pi }{3d}},{\frac {-2\pi }{3{\sqrt {3}}d}}\right).\qquad (2.1)}
Две независимые долины можно выбрать так, что вершины валентных зон будут находиться в дираковских точах с координатами
{\displaystyle {\textbf {K}}^{\pm }=\left(0,\pm {\frac {4\pi }{3{\sqrt {3}}d}}\right).\qquad (2.2)}
Рассмотрим недиагональный элемент {\displaystyle {\tilde {H}}_{12}} гамильтониана (1.8). Разложим его вблизи дираковских точек (2.2) по малому параметру d
{\displaystyle \lim _{d\rightarrow 0}d^{-1}{\tilde {H}}_{12}|_{{\textbf {k}}={\textbf {K}}^{\pm }+{\boldsymbol {\kappa }}}=-t\lim _{d\rightarrow 0}d^{-1}\left(e^{-i\kappa _{x}d}+2e^{i\kappa _{x}d/2}\cos {\frac {{\sqrt {3}}d}{2}}\left(\pm {\frac {4\pi }{3{\sqrt {3}}d}}+\kappa _{y}\right)\right)={\frac {3t}{2}}(i\kappa _{x}\pm \kappa _{y}).\qquad (2.3)}
Для {\displaystyle {\tilde {H}}_{21}} разложение вычисляется аналогично и в итоге можно записать гамильтониан для квазичастиц вблизи дираковских точек в виде
{\displaystyle \left({\begin{array}{cc}H^{+}&0\\0&H^{-}\\\end{array}}\right)=\hbar v_{F}(\alpha ^{1}\kappa _{x}+\alpha ^{2}\kappa _{y}),\qquad (2.4)}
где фермиевская скорость {\displaystyle v_{F}=3td\hbar ^{-1}/2} и
{\displaystyle \alpha ^{1}=-\left({\begin{array}{cc}\sigma ^{2}&0\\0&\sigma ^{2}\\\end{array}}\right),\,\alpha ^{2}=\left({\begin{array}{cc}\sigma ^{1}&0\\0&-\sigma ^{1}\\\end{array}}\right).\qquad (2.5)}
Здесь {\displaystyle \sigma ^{1}} и {\displaystyle \sigma ^{2}} — матрицы Паули.
Если теперь перейти в координатное представление сделав фурье преобразование гамильтониана (2.4), то придём к гамильтониану в уравнении Дирака для квазичастиц в графене
{\displaystyle H=-i\hbar v_{F}(\alpha ^{1}\partial _{x}+\alpha ^{2}\partial _{y}).\qquad (2.6)}
Решением уравнения Дирака для графена {\displaystyle H\psi =E\psi } будет четырёхкомпонентный столбец вида
{\displaystyle \psi =(\psi _{A}^{+},\psi _{B}^{+},\psi _{A}^{-},\psi _{B}^{-})^{T},\qquad (2.7)}
где индексы {\displaystyle A} и {\displaystyle B} соответствуют двум подрешёткам кристалла, а знаки «+» и «-» обозначают неэквивалентные дираковские точки k-пространстве.

## Произвольный поворот системы координат
Поскольку закон дисперсии не должен зависеть в низкоэнергетическом приближении от ориентации кристаллической решётки относительно системы координат, а уравнение Дирака для графена не обладает таким свойством, то возникает вопрос об общем виде уравнения Дирака при повороте системы координат. Ясно, что единственное различие между уравнениями Дирака в заданной системе координат и повёрнутой на угол {\displaystyle \alpha } системой координат, при условии сохранения закона дисперсии, заключается в добавке фазовых факторов. Вычисления приводят к гамильтониану для свободных частиц вида
{\displaystyle H_{\pm }=-i\hbar v\left({\begin{array}{cc}0&e^{\pm i\alpha }(i\partial _{x}\pm \partial _{y})\\e^{\mp i\alpha }(-i\partial _{x}\pm \partial _{y})&0\\\end{array}}\right),\qquad (3.1)}
из которого можно получить все уравнения, которые используются в литературе (при условии выбора противолежащих K точек).
В литературе встречается гамильтониан в виде
{\displaystyle H_{\pm }=-i\hbar v\left({\begin{array}{cc}0&\pm \partial _{x}-i\partial _{y}\\\pm \partial _{x}+i\partial _{y}&0\\\end{array}}\right),\qquad (3.2)}
который получается из (3.1) если взять угол {\displaystyle \alpha =-\pi /2}.

## Решение уравнения Дирака
Рассмотрим гамильтониан для одной долины
{\displaystyle H_{+}=-i\hbar v{\begin{pmatrix}0&i{\frac {\partial }{\partial x}}+{\frac {\partial }{\partial y}}\\-i{\frac {\partial }{\partial x}}+{\frac {\partial }{\partial y}}&0\end{pmatrix}}.\qquad (4.1)}
Волновая функция представляется в виде спинора состоящего из двух компонентов
{\displaystyle \Psi ={\begin{pmatrix}\phi \\\chi \end{pmatrix}}.\qquad (4.2)}
Эта функция удовлетворяет следующему уравнению для свободных частиц
{\displaystyle \left\{{\begin{matrix}-i\hbar v\left(i{\frac {\partial \chi }{\partial x}}+{\frac {\partial \chi }{\partial y}}\right)=E\phi &\\-i\hbar v\left(-i{\frac {\partial \phi }{\partial x}}+{\frac {\partial \phi }{\partial y}}\right)=E\chi &\end{matrix}}\right.\qquad (4.3)}
Подставляя второе уравнение в первое получим волновое уравнение
{\displaystyle {\frac {\partial ^{2}\phi }{\partial x^{2}}}+{\frac {\partial ^{2}\phi }{\partial y^{2}}}=-{\frac {E^{2}}{\hbar ^{2}v^{2}}}\phi ,\qquad (4.4)}
решением которого будет плоская волна
{\displaystyle \phi ={\frac {1}{\sqrt {2}}}e^{ik_{x}x+ik_{y}y}.\qquad (4.5)}
Собственные значение имеют вид непрерывного линейного спектра
{\displaystyle E=\pm \hbar vk_{F}=\pm \hbar v{\sqrt {k_{x}^{2}+k_{y}^{2}}}.\qquad (4.6)}
Вторую компоненту волновой функции легко найти подставив найденное решение во второе уравнение (4.3)
{\displaystyle \chi =-i{\frac {\hbar v\left(k_{x}+ik_{y}\right)}{E}}{\frac {1}{\sqrt {2}}}e^{ik_{x}x+ik_{y}y}=-ie^{i\theta }{\frac {\hbar vk_{F}}{E}}{\frac {1}{\sqrt {2}}}e^{ik_{x}x+ik_{y}y}.\qquad (4.7)}
Поэтому волновая функция для {\displaystyle K^{+}} долины запишется в виде
{\displaystyle \Psi ={\frac {1}{\sqrt {2}}}{\begin{pmatrix}1\\-ie^{i\theta }{\frac {\hbar vk_{F}}{E}}\end{pmatrix}}e^{ik_{x}x+ik_{y}y}.\qquad (4.8)}